# ایرم حلواجی‌اوغلو
ایرم حلواجی‌اوغلو (به ترکی استانبولی: İrem Helvacıoğlu؛ زادهٔ ۲ فوریهٔ ۱۹۹۰ در آلمان) بازیگر و مدل اهل ترکیه است. او به دلیل ایفای نقش نفس کاللی در مجموعۀ تلویزیونی تو بگو دریای سیاه شناخته شده‌است. او در مجموعه‌های تلویزیونی حریم سلطان و دختران آفتاب بازی کرده‌است.

## فیلم‌شناسی
| سینما            | سینما                          | سینما          | سینما    |
| سال              | عنوان                          | نقش            | توضیحات  |
| ---------------- | ------------------------------ | -------------- | -------- |
| ۲۰۱۴             | جما باوری                      |                |          |
| ۲۰۱۶             | داستان‌های عشق ارگانیک          | اوزگه          | نقش مکمل |
| ۲۰۱۷             | پدرش                           | آسلی           | نقش اصلی |
| ۲۰۱۸             | دخترم و من                     | سراپ           | نقش اصلی |
| مجموعۀ تلویزیونی |                                |                |          |
| سال              | عنوان                          | نقش            | توضیحات  |
| ۲۰۱۲             | بهزاد چ. داستان کارآگاه آنکارا | نارین          | نقش مکمل |
| ۲۰۱۲             | حریم سلطان                     | نور بهار خاتون | نقش مکمل |
| ۲۰۱۳             | وادی گرگ‌ها: پوسو               | اسرا ترکمن     | نقش مکمل |
| ۲۰۱۵             | دختران آفتاب                   | توچه           | نقش اصلی |
| ۲۰۱۶             | شماره ۳۰۹                      | پلین سو        | نقش مکمل |
| ۲۰۱۸             | تو بگو دریای سیاه              | نفس زورلو      | نقش اصلی |
| ۲۰۲۱             | خیلی منتظرت ماندم              | آیلیز          | نقش اصلی |
| ۲۰۲۱             | بلای جان                       | ایپک           | نقش اصلی |